# Psilogramma vanuatui
Psilogramma vanuatui là một loài bướm đêm thuộc họ Sphingidae. Loài này có ở Vanuatu.